# Lignol-le-Château

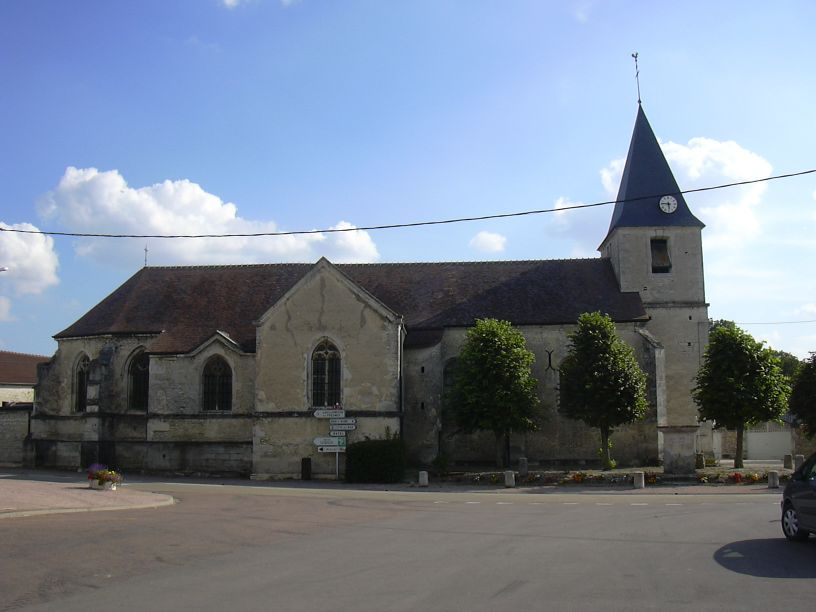
Saint-Sylvestre's Kirche in Lignol-le-Château

Lignol-le-Château ist eine französische Gemeinde mit 160 Einwohnern (Stand: 1. Januar 2022) im Département Aube in der Region Grand Est. Sie gehört zum Arrondissement Bar-sur-Aube und zum Kanton Bar-sur-Aube.
Sie ist umgeben von den Nachbargemeinden Voigny im. Nordwesten, Rouvres-les-Vignes im Nordosten, Colombey les Deux Églises im Osten, Bayel im Süden, Baroville im Südwesten und Fontaine im Westen.

## Bevölkerungsentwicklung
| Jahr                       | 1962 | 1968 | 1975 | 1982 | 1990 | 1999 | 2008 | 2017 |
| -------------------------- | ---- | ---- | ---- | ---- | ---- | ---- | ---- | ---- |
| Einwohner                  | 214  | 220  | 252  | 227  | 191  | 176  | 203  | 199  |
| Quellen: Cassini und INSEE |      |      |      |      |      |      |      |      |

## Sehenswürdigkeiten
- Kirche Saint-Sylvestre